# Neolophonotus anomalus
Neolophonotus anomalus är en tvåvingeart som beskrevs av Jason Gilbert Hayden Londt 1986. Neolophonotus anomalus ingår i släktet Neolophonotus och familjen rovflugor. Inga underarter finns listade i Catalogue of Life.